# Witte pomp

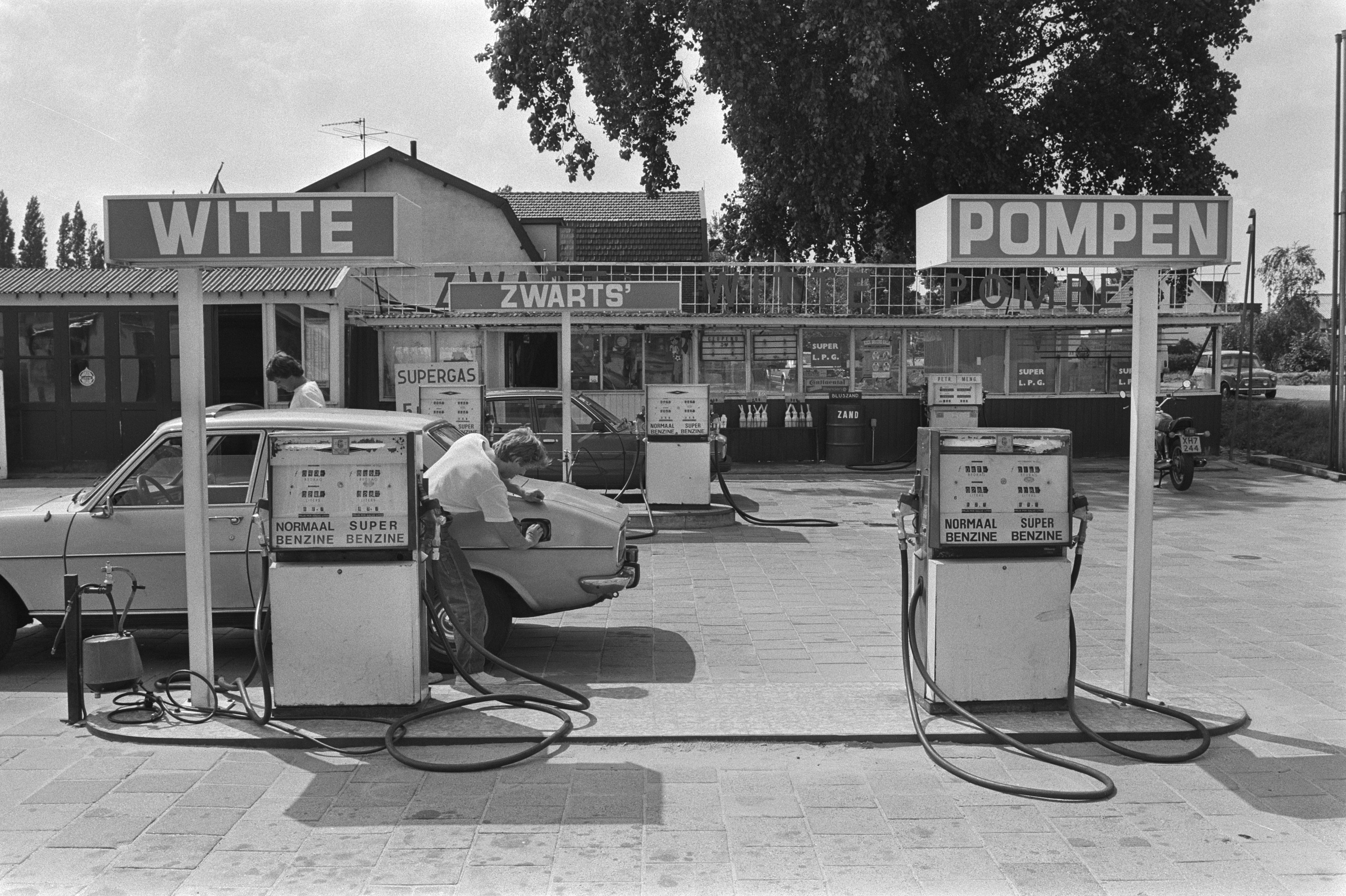
Witte pomp in 1982

Een witte pomp is een tankstation waar doorgaans goedkoper brandstof getankt kan worden.
Een witte pomp koopt de brandstof niet bij een enkele oliemaatschappij, maar daar waar het goedkoopst kan worden ingekocht. De brandstof komt daarmee vaak toch nog van de grote maatschappijen als Shell of Esso, maar deze stoppen er dan echter niet de brandstofverbeteraars (de zogenaamde dope) in die wel in de merkbrandstof wordt toegevoegd.
De meeste witte pompen bevinden zich op het platteland en niet langs de snelweg.